# Montels (Ariège)
 Montels  es una población y comuna francesa, en la región de Mediodía-Pirineos, departamento de Ariège, en el distrito de Foix y cantón de La Bastide-de-Sérou.

## Demografía
| 145 | 143 | 110 | 118 | 126 | 124 |
| Para los censos de 1962 a 1999 la población legal corresponde a la población sin duplicidades (Fuente: INSEE [Consultar]) |     |     |     |     |     |